# Vaccí Abdala contra la COVID-19
Abdala, nom tècnic CIGB-66, és una vacuna contra la COVID-19 desenvolupada pel Centre d’Enginyeria Genètica i Biotecnologia de Cuba. Aquesta vacuna, batejada amb el nom d’un drama patriòtic de l’heroi independentista cubà José Martí, és una vacuna de subunitat de proteïnes que conté proteïnes derivades de lal COVID que desencadenen una resposta immunitària. Aquesta vacuna va seguir una d'anterior anomenada CIGB-669 (MAMBISA).
La vacuna és una de les dues vacunes COVID-19 desenvolupades a Cuba en assaigs de fase III.

## Investigació clínica

### Fase I/II
El juliol de 2020, CIGB-66 va iniciar els assaigs clínics de fase I / II.

### Fase III
L'assaig de fase III compara 3 dosis de la vacuna administrada als 0, 14 i 28 dies contra un placebo, amb el resultat primari que mesura la proporció de casos reportats per a cada grup 14 dies després de la tercera dosi.
El judici es va registrar el 18 de març de 2021. La primera dosi es va administrar el 22 de març i el 4 d’abril els 48.000 participants havien rebut la primera dosi, i les segones dosis van començar a administrar-se a partir del 5 d’abril. Les terceres dosis s'han començat a administrar el 19 d'abril i l'1 de maig, el 97% dels participants originals havien rebut les seves 3 dosis, mentre que els altres 3% es van perdre en el procés

### Estudi d’intervenció
124.000 persones de 19 a 80 anys van rebre 3 dosis de la vacuna com a part d’un estudi d’intervenció, amb el resultat primari que mesurava la proporció de casos i morts per als vacunats en comparació amb la població no vacunada.
Un estudi d'intervenció més ample amb els 1.7 milions d'habitants d'Havana és esperat per començar dins maig amb l'Abdala i Soberana 2 vacuna.

## Eficàcia
El 22 de juny, fonts oficials del govern cubà van anunciar que els resultats d'un estudi inicial del Centre Cubà d'Enginyeria Genètica i Biotecnologia van trobar que la vacuna, administrada en 3 dosis espaiades entre dues setmanes, tenia una taxa d'eficàcia del 92,28% en prevenir el COVID-19. Aquesta mesura d'eficàcia inclou la infecció per la soca inicial de SARS-CoV-2, així com les soques mutants Alpha, Beta i Gamma. La variant beta és ara predominant a Cuba i ha entrat a Cuba el gener i ha contribuït a alimentar un augment dels casos de COVID. Cuba encara no ha divulgat informació sobre la vacuna a l’ OMS.

## Producció fora de Cuba
Veneçuela ha afirmat que fabricarà la vacuna, però, a data de 2 de maig de 2021, aquesta afirmació encara no s'havia materialitzat. EspromedBIO, propietat de l’Estat, fabricarà la vacuna, però calen alguns “arranjaments” per iniciar la producció. A l’abril, Nicolás Maduro va dir que s’espera assolir una capacitat de 2 milions de dosis al mes abans del mes d’agost, setembre aproximadament. El juny de 2021, el Ministeri de Salut de Vietnam va anunciar que es mantenien negociacions entre Cuba i Vietnam per a la producció de vacuna Abdala. L’Institut de vacunes i medicaments biològics (IVAC) va ser nomenat el punt central per rebre la transferència de tecnologia.

## Autoritzacions
Autorització plena
     Autorització d'emergència
     Permesa per viatjar
Emergència (6)
1. Cuba[32][33][34]
2. Mèxic[35]
3. Nicaragua[36]
4. Saint Vincent i les Grenadines[37]
5. Veneçuela[38]
6. Vietnam[39]

### Lliuraments fora de Cuba
El 24 juny 2021, el vicepresident de Veneçuela, Delcy Rodríguez, va anunciar que Veneçuela havia signat un contracte per a 12 milions de dosis de la vacuna i que aquestes dosis arribarien "en els propers mesos". El primer enviament d'Abdala va arribar a Veneçuela l'endemà d'aquest anunci.